# Comté de Ballina
Le comté de Ballina (en anglais : Ballina Shire) est une zone d'administration locale située dans l'État de Nouvelle-Galles du Sud en Australie, dont le siège est Ballina.

## Géographie
Le comté s'étend sur 484 km2 dans la région des Rivières du Nord au nord-est de la Nouvelle-Galles du Sud. Il est situé sur la côte de la mer de Tasman et est traversé par la Pacific Highway.
Il comprend les villes et villages suivants :
| - Alstonvale - Alstonville - Bagotville - Ballina - Ballina Est - Ballina Ouest - Brooklet - Cumbalum - Empire Vale - Lennox Head - Meerschaum Vale | - Newrybar - Pimlico - Rous - Skennars Head - Teven - Tintenbar - Uralba - Wardell - Wardell Est - Wollongbar |  |

## Histoire
Le comté est créé le 1er janvier 1977 par la fusion de la ville de Ballina et du comté de Tintebar.

## Démographie
| 2001   | 2011   | 2016   | 2021   |
| ------ | ------ | ------ | ------ |
| 37 017 | 39 274 | 41 790 | 46 296 |

## Politique et administration

### Administration locale
Le conseil comprend dix membres, dont le maire, élus pour un mandat de quatre ans. Les dernières élections ont eu lieu le 14 septembre 2024.

### Composition du conseil
| Élections | Sharon Cadwallader Team | Verts | Parti national | Indépendants | Travaillistes indépendants |
| --------- | ----------------------- | ----- | -------------- | ------------ | -------------------------- |
| 2016      | -                       | -     | -              | 10           | -                          |
| 2021      | 4                       | 2     | 1              | 3            | -                          |
| 2024      | 4                       | 3     | -              | 2            | 1                          |

### Liste des maires
| Période        | Période        | Identité           | Étiquette    | Qualité |
| -------------- | -------------- | ------------------ | ------------ | ------- |
| 2002           | septembre 2012 | Phillip Silver     |              |         |
| septembre 2012 | janvier 2022   | David Wright       | Indépendant  |         |
| janvier 2022   | en fonction    | Sharon Cadwallader | Indépendante |         |

### Circonscriptions électorales
La zone est rattachée aux circonscriptions de Page et de Richmond pour les élections fédérales et à celle de Ballina pour les élections à l'Assemblée législative de Nouvelle-Galles du Sud.